# Es Pantaleu
|  | Aquest article tracta sobre l'illot de Mallorca. Vegeu-ne altres significats a «Pantaleu». |

Es Pantaleu és un illot que es troba a 180 metres de la costa, davant la localitat mallorquina de Sant Elm (Andratx). Per un altre costat està a 1.600 metres de l'illa de sa Dragonera. L'illot forma part del Parc Natural de sa Dragonera. La seva superfície és de 25.000 m2, amb una alçada màxima de 28 metres i una llargada de 600 metres.
| «                           | Prop de la terra hauia un puget que no's tenia ab la terra, que hauia nom Pantaleu, e hauia de la terra tro a aquel puget un gran tret de balesta | » |
| — Jaume I, Llibre dels fets | |   |

Fou la primera terra on desembarcà el rei Jaume I al davant de l'estol militar catalano-aragonès-occità que comandava, a l'hora de conquerir l'illa de Mallorca. Va ser allà on es digué la primera missa. El 1234 va ser donada, amb l'illa de sa Dragonera, a Bernat Basset (cognom que ha romàs al topònim Cala en Basset). Des de 1994 és propietat de l'estat.
El Govern Balear declarà Sa Dragonera, l'illot des Pantaleu i el de sa Mitjana Parc Natural mitjançant el decret 7/1995 de 26 de gener. Dins el parc, el Pantaleu està classificat com a àrea de reserva amb la màxima protecció ambiental (Àrea Natural d’Especial Interès d’Alt Nivell de Protecció, AANP) i forma part de la Xarxa Natura 2000 com a Lloc d'Importància Comunitària (LIC) i Zona d'Especial Protecció per a les Aus (ZEPA), amb el codi ES0000221. L'illot està envoltat per un anell marí protegit de 100 metres de radi que també pertany a la Xarxa Natura 2000.

## El topònim

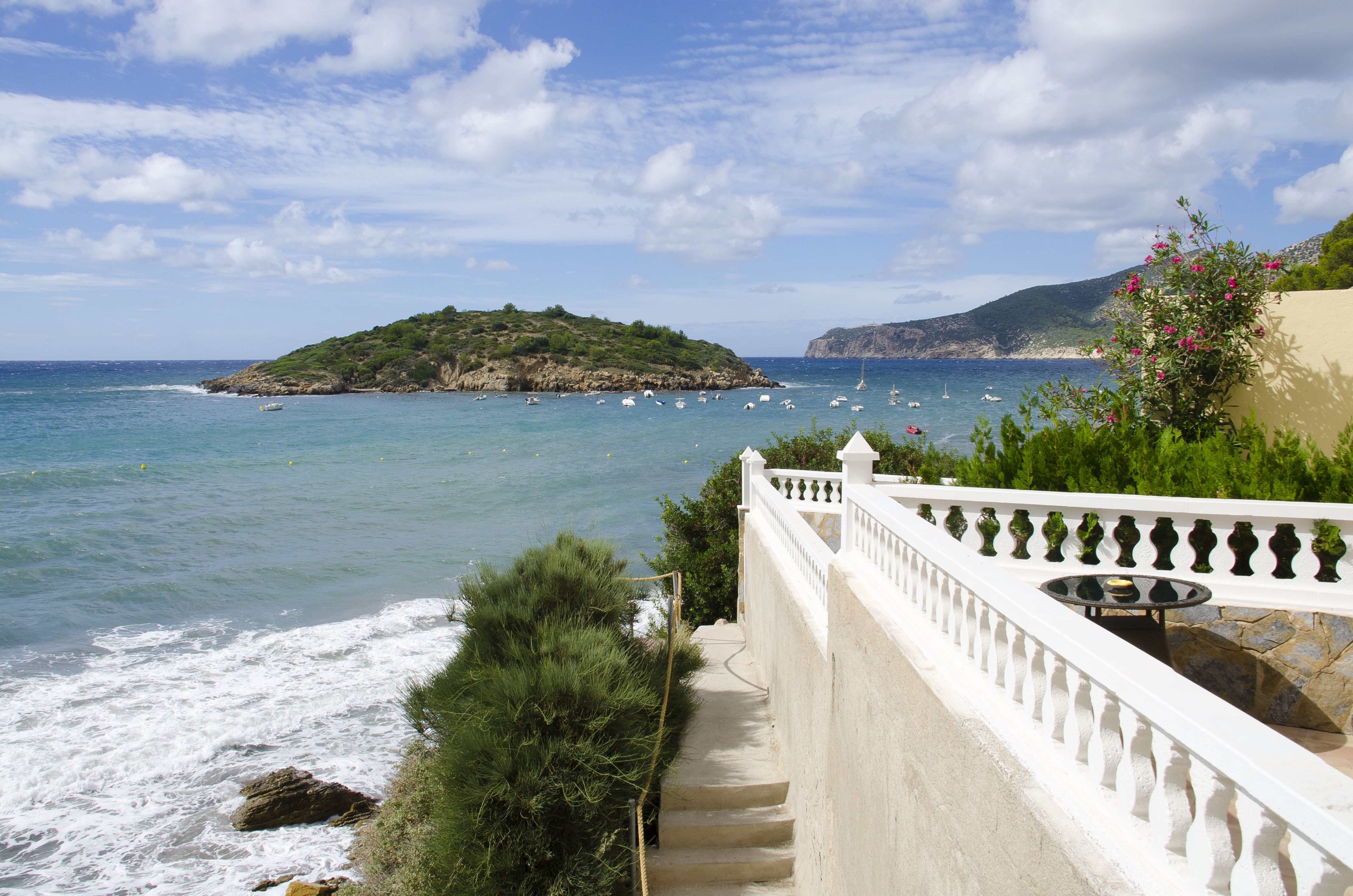
L'illa des Pantaleu

Segons el diccionari d'Alcover i Moll l'etimologia és incerta: Cal rebutjar la que suposava que venia del grec πέντε λαóς, ‘cinc pobles’, perquè la petitesa del lloc no permet aquesta suposició. El nom té certa semblança amb el de l'illa Pantelleria, situada prop de Sicília, que sembla venir del grec πᾶν θαλερóς ‘tot verdejant’.
Joan Coromines llançà la hipòtesi que els navegants grecs que passaven prop de Mallorca l'utilitzaren com a referència, dedicat a Pal·las Atenea. L'evolució seria de Panatenèon > Panetaleo > Pantaleu. Coromines observa, però, l'existència del barri andritxol de Pantaleu i el fet que Pantaleu era un nom de persona documentat a Manacor.
Segons Cosme Aguiló, la teoria sobre l'origen del nom Pantaleu basada en interpretacions complexes és excessivament alambinada i inversemblant. En contraposició, Aguiló posa de manifest la freqüència del nom Pantaleu entre la població mallorquina dels segles xiii i xiv, així com l'existència de dues advocacions de sant Pantaleó a Occitània. A aquesta difusió s'hi pot afegir el santuari de San Pantaleu di Gavignano, a Còrsega, illa on es documenta almenys mitja dotzena de santuaris dedicats a aquest sant, probablement per influència sarda. El nom hauria estat especialment estès a Sardenya i des d'allà hauria passat a Còrsega. La propagació del culte a sant Pantaleó es relaciona amb l'època de l'Imperi Romà d'Orient, especialment a través de Venècia, entre els segles vi i vii. Aquest context explicaria l'existència d'un culte de tradició precatalana i mossàrab, com el que recullen les cròniques de Jaume I i Ramon Muntaner.

## Flora i fauna
És l'únic illot del Parc Natural recobert amb un mantell vegetal permanent i amb interès faunístic i florístic. S'han esmentat 69 tàxons de plantes vasculars, repartits en 62 gèneres i 34 famílies. Entre les espècies més destacades podem citar el margalló (Chamaerops humilis), Rubia balearica, el coixinet de monja (Launaea cervicornis), Medicago citrina (introduïda procedent de Cabrera), Limonium caprariense i la rotgeta (Rubia angustifolia). Hi ha una colònia de criança de baldritja gran (Calonectris diomedea diomedea) amb 194 parelles documentades el 2001.